# Manzhou yinghua
Manzhou yinghua (japonés: 満洲映画, transliterat: Manshu Eiga, xinès tradicional: 滿洲映畫, literalment 'cinema manxurià'), va ser una revista sobre cinema publicada per la Manchuria Motion Picture Corporation entre desembre del 1937 i maig del 1941. Era l'equivalent xinés de la revista Nihon eiga. Originàriament es publicaven dos edicions en xinés i japonés, fusionant-se ambdues edicions l'agost del 1939, quan passa a ser una revista escrita majoritàriament en xinés amb articles en japonés. El juny de 1941 canvià el nom per Dianyin Huabao (xinès simplificat: 电影画报, literalment 'cinema pictòric').
El febrer del 1937 es va publicar un número amb un article on es delimitaven els objectius de la indústria cinematogràfica de Manxukuo. Hi hagué una reedició, de caràcter històric, l'any 2012.